# Regiunea Tabora
Tabora este una dintre cele 31 de regiuni administrative ale Tanzaniei a cărei capitală este Tabora. Are o populație de 2.004.000 locuitori și o suprafață de 76.000 km2.

## Subdiviziuni
Această regiune este divizată în 6 districte:
- Igunga
- Nzega
- Sikonge
- Uyui
- Tabora Urban
- Urambo